# El antídoto
El antídoto es una historieta del dibujante de historietas español Francisco Ibáñez perteneciente a la serie Mortadelo y Filemón.  

## Sinopsis
El Superintendente Vicente sufre de una enorme jaqueca, y el profesor Bacterio le da una de sus pastillas para eliminarlo - pero la pastilla no solo acaba con el dolor de cabeza, sino que transforma su cabeza en la de un cerdo. Para elaborar el antídoto que devolverá al Súper a la normalidad, Bacterio necesita una hoja de hierbajus apestosus repelentus, una planta que sólo crece en la República de Bestiolandia, un país del que se dice nadie ha conseguido volver una vez han entrado. 
El Súper encarga a Mortadelo y Filemón Pi que viajen a Bestiolandia, consigan suficientes hojas de la planta y regresen con vida. Para ello, Bacterio les entrega uno de sus inventos, el "mimetizador camaleónico", un dispositivo que permite a quien lo usa adquirir la forma del objeto o criatura más cercanos durante varios minutos, lo suficiente para poder evadir a un vigilante. 
Mortadelo y Filemón se adentran en Bestiolandia, utilizando disfraces y el mimetizador para pasar desapercibidos ante los guardias y peligros que acechan el lugar. Tras atravesar el país (y varios intentos fallidos de conseguir muestras de la planta de otros lugares) el dúo logra alcanzar su objetivo, y emprenden el viaje de regreso, evitando a los policías locales y a la guardia fronteriza.
Cuando llegan finalmente a la T.I.A. para entregar las hojas, los dos se encuentran con el Súper recuperado: el día después de que los agentes partieran, el Súper se tomó una aspirina normal y se le pasaron los efectos del invento del Bacterio. Los agentes, enfadados, la toman contra el Súper.
Esta es una de las historietas más altamente recomendables de este par de agentes.

## En otros medios
- Ha sido adaptado al completo en el episodio de la serie de televisión sobre los personajes, aunque recibe el nombre En busca del antídoto.[2]